# Człowiek Roku tygodnika „Wprost”

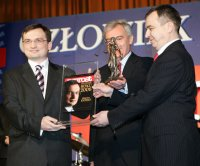
Człowiek Roku 2006 tygodnika „Wprost”, uroczystość wręczenia nagrody

Człowiek Roku tygodnika „Wprost” – nagroda przyznawana przez redakcję tygodnika „Wprost” osobie, która w minionym roku wywarła największy wpływ na życie społeczne, gospodarcze i polityczne.
Wybór Człowieka Roku przebiega w dwóch etapach. W pierwszym etapie znane osobistości wypełniają ankiety, na podstawie których tworzona jest lista kandydatów – postaci życia publicznego. W drugim etapie spośród kandydatów redakcja tygodnika wyłania laureata nagrody.

## Laureaci
| Rok  | Człowiek roku | Człowiek roku | Lata życia |
| ---- | ------------- | --- | ---------- |
| 1991 |               | Leszek Balcerowicz | 1947–      |
| 1992 |               | Hanna Suchocka | 1946–      |
| 1993 |               | Aleksander Kwaśniewski | 1954–      |
| 1994 |               | Jacek Kuroń | 1934–2004  |
| 1995 |               | Lech Wałęsa | 1943–      |
| 1996 |               | Wisława Szymborska | 1923–2012  |
| 1997 |               | Marian Krzaklewski | 1950–      |
| 1998 |               | Jerzy Buzek | 1940–      |
| 1999 |               | Bronisław Geremek | 1932–2008  |
| 2000 |               | Andrzej Olechowski | 1947–      |
| 2001 |               | Leszek Miller | 1946–      |
| 2002 |               | Leszek Miller | 1946–      |
| 2002 |               | Günter Verheugen | 1944–      |
| 2003 |               | Jan Maria Rokita | 1959–      |
| 2004 |               | Wiktor Juszczenko | 1954–      |
| 2005 |               | Jarosław Kaczyński | 1949–      |
| 2006 |               | Zbigniew Ziobro | 1970–      |
| 2007 |               | Leo Beenhakker | 1942–2025  |
| 2008 |               | Donald Tusk | 1957–      |
| 2009 |               | Jerzy Buzek | 1940–      |
| 2010 |               | Henryka Krzywonos | 1953–      |
| 2010 |               | Justyna Kowalczyk | 1983–      |
| 2011 |               | Donald Tusk | 1957–      |
| 2012 |               | Bronisław Komorowski | 1952–      |
| 2013 |               | Angela Merkel | 1954–      |
| 2014 |               | Tomasz Elbanowski | 1978–      |
| 2014 |               | Karolina Elbanowska | 1980–      |
| 2015 |               | Jarosław Kaczyński | 1949–      |
| 2016 |               | Reprezentacja Polski w piłce nożnej mężczyzn (na zdj. trener Adam Nawałka)                                                 |            |
| 2017 |               | Mateusz Morawiecki (wspólnie z zespołem gospodarczym ministrów rządu)                                                      | 1968–      |
| 2018 |               | Polki i Polacy nagrodzeni w stulecie niepodległości (na zdjęciu mural z okazji 100-lecia niepodległości Polski w Poznaniu) |            |
| 2019 |               | Georgette Mosbacher | 1947–      |
| 2020 |               | Daniel Obajtek | 1976–      |
| 2021 |               | Robert Lewandowski | 1988–      |
| 2022 |               | Mariusz Błaszczak | 1969–      |
| 2023 |               | Reprezentacja Polski w piłce siatkowej mężczyzn (na zdjęciu trener Nikola Grbić)                                           |            |
| 2024 |               | Aleksandra Mirosław | 1996–      |